# Apoheterolocha torniplaga
Apoheterolocha torniplaga är en fjärilsart som beskrevs av Louis Beethoven Prout 1915. Apoheterolocha torniplaga ingår i släktet Apoheterolocha och familjen mätare. Inga underarter finns listade i Catalogue of Life.